# Paul Yü Pin
Paul Yü Pin, né le 13 avril 1901 à Lan-si Sien en Chine et mort le 16 août 1978 à Rome, est un prêtre catholique chinois, archevêque de Nankin de 1946 à sa mort. Il est créé cardinal en 1969.

## Biographie

### Prêtre
Né à Hai-lun, Paul Yü Pin devient orphelin à 7 ans. Élevé par son grand-père il est baptisé quand il a 13 ans, grâce à sa rencontre avec un missionnaire. Yü étudie en particulier à l'université l'Aurore de Shanghai et au séminaire de Kirin avant de poursuivre des études en théologie à l'université pontificale urbanienne de Rome ; il y obtient le doctorat. Le 22 décembre 1928, il est ordonné prêtre en Italie. Il enseigne quelque temps à l'université pontificale urbanienne (jusqu'en 1933).

### Évêque de Nankin
Il retourne en Chine en 1933. Il est bientôt directeur national de l'Action catholique et inspecteur général des écoles catholiques en Chine. Nommé vicaire apostolique de Nankin, avec le titre d'évêque titulaire de Sozusa-en-Palestine (de) le 7 juillet 1936, il est consacré le 20 septembre suivant. Il n'a alors que 35 ans. 
Lorsque l'armée japonaise envahit et contrôle Nankin (1939), Yu Pin choisit de partir en exil. Il se trouve aux États-Unis où il contribue à faire ouvrir les portes du pays à l'immigration chinoise.  
Le 11 avril 1946, Nankin est élevé au rang d'archidiocèse métropolitain. Pul Yu Pin en est le premier archevêque. Il le restera jusqu'à sa mort.
En 1949, le nouveau régime de la République populaire de Chine oblige Yü à s'exiler aux États-Unis. Il se trouve à nouveau au service des chinois des États-Unis et contribue à récolter de l'argent pour venir en aide aux réfugiés de Chine communiste installés à Taiwan. Yu Pin est fait « Recteur magnifique » de l'université catholique Fu Jen (1961). 

### Cardinal
L'archevêque participe aux quatre sessions du concile Vatican II (1962-1965). Peu après, il est créé cardinal par le pape Paul VI au consistoire du 28 avril 1969, avec le titre de cardinal-prêtre de Gesù Divin Lavoratore. 
Présent à Rome après la mort de Paul VI, il y meurt le 16 août 1978, avant que s'ouvre le conclave qui élit Jean-Paul I au pontificat.